# 스소노시
스소노시(일본어: 裾野市)는 일본 시즈오카현 동부에 있는 시이다. 누마즈시와 미시마시의 주택 지역이자 첨단기술의 연구 도시로 발전하고 있다.

## 지리
하코네산, 아시타카산, 후지산과 같은 유명한 산들의 기슭에 위치한 도시이다. 시내 중심부에는 기세강이 흐르고 그 주위의 평지에 시가지가 퍼진다.

## 인접하는 자치체
- 시즈오카현
  - 미시마시, 고텐바시, 나가이즈미정, 후지시
- 가나가와현
  - 하코네정

## 역사
- 1889년 2월 1일 - 사노역(현 스소노역)이 개설되었다.
- 1889년 4월 1일 - 정촌제 시행과 함께 24개 촌이 정리 통합되어 슨토군 스야마촌·도미오카촌·후카라촌·고이즈미촌이 성립하였다.
- 1915년 4월 14일 - 사야역이 스소노역으로 개칭하였다.
- 1952년 4월 1일 - 고이즈미촌과 이즈미촌이 합병해 스소노정이 되었다.
- 1956년 9월 30일 - 후카라촌이 스소노정에 편입되었다.
- 1957년 9월 1일 - 도미오카촌·스야마촌이 스소노정에 편입되었다.
- 1971년 1월 1일 - 시로 승격하였다.

## 교통

### 철도
- 도카이 여객철도 고텐바선

### 도로
- 도메이 고속도로
- 국도 제246호선
- 국도 제469호선

## 인구
| 연도 | 인구   | ±%     |
| ---- | ------ | ------ |
| 1940 | 16,530 | —      |
| 1950 | 22,072 | +33.5% |
| 1960 | 22,336 | +1.2%  |
| 1970 | 31,612 | +41.5% |
| 1980 | 41,025 | +29.8% |
| 1990 | 49,039 | +19.5% |
| 2000 | 52,682 | +7.4%  |
| 2010 | 54,528 | +3.5%  |